# Mystaxiops venatoris
Mystaxiops venatoris is een haft uit de familie Baetidae. De wetenschappelijke naam van de soort is voor het eerst geldig gepubliceerd in 2005 door McCafferty & Sun.
De soort komt voor in het Australaziatisch gebied.